# Richard Barrett (musicista)
Richard Barrett (Filadelfia, 14 luglio 1933 – Filadelfia, 3 agosto 2006) è stato un cantante, cantautore e produttore discografico statunitense.
Nel 1962 pubblicò il singolo Some Other Guy, di cui era autore assieme a Jerry Leiber e Mike Stoller.
Come produttore discografico, lanciò gruppi quali Frankie Lymon and the Teenagers, The Chantels e The Cleftones.